# ル・スモーキング

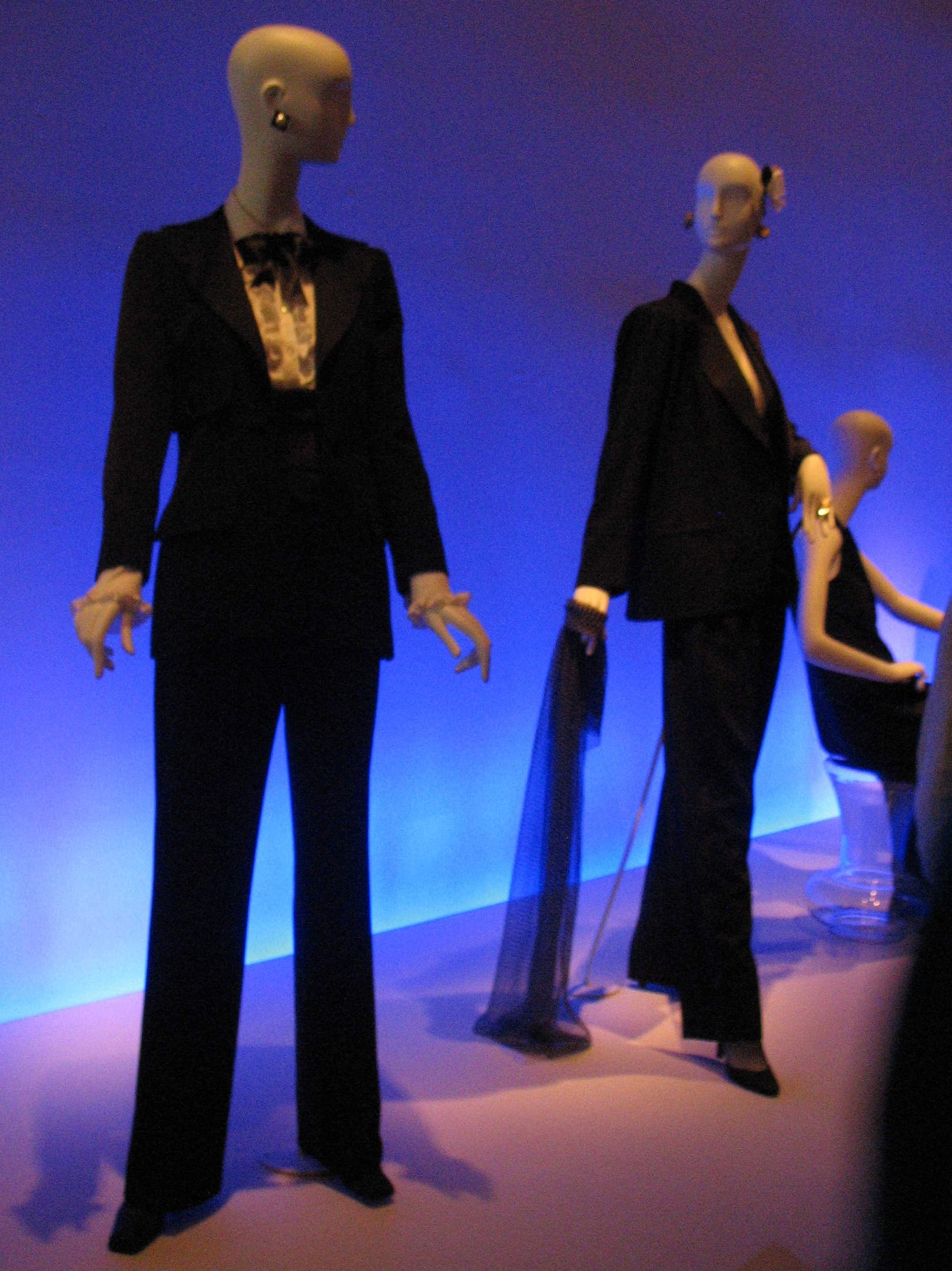
デ・ヤング美術館でのル・スモーキングの展示

ル・スモーキング（Le Smoking）は、フランスの著名なファッションデザイナー、ブランドであるイヴ・サン＝ローランによって1966年に発表された女性のためのタキシードスタイルである。
このスタイルを発表したコレクションはファッション界、大衆文化の両方で大きな注目を集めたが、当初の反応はその多くが否定的なものであった。
サンローランのもくろみは、女性をあたかも男性のように着飾らせることであった。また、その結果として女性が、男性が身につけるのと同じものを着られるようにすることであった。
このコレクションにおけるサンローランの着想元は、男性のスーツだけでなく、女性服のやり方とそれを組み合わせたものである。
コレクションでは全てのモデルたちがこのタキシードを身に付けたが、それらはより女性服的な色合いで、なおかつシルエットも女性服的なタイトな形に仕上げられて、一般的な男性用のタキシードとは差別化がはかられていた。
現在ではこのスタイルは、ミニマリストスタイルの先駆けであり、なおかつ、今日パワースーツとパンツスーツが象徴するような女性の両性的なスタイルの先駆けであると考えられている。
このスタイルを写したファッション写真はサンローランの考えを強く反映したものになっている。ヘルムート・ニュートンによって撮影された写真では、撫でつけられた黒髪で男性的な三つ揃いのスーツを身にまとったモデルが写されている。
今日では、サンローランは、それまでは男性のみが身に纏うものとされていた衣装を、女性でも身につけることができるのだということを広く示した功労者であるとみなされている。
21世紀に至っても、このスタイルはファッションデザイナーたちに大きな影響を与え続けている。 
また、中性的・両性的なスタイルの代表的なスタイルとしても一般に知られている。